# Mejîricicea, Jîdaciv
Mejîricicea (în ucraineană Межиріччя) este un sat în comuna Zaricicea din raionul Jîdaciv, regiunea Liov, Ucraina.

## Demografie
Componența lingvistică a localității Mejîricicea
     Ucraineană (100%)
Conform recensământului din 2001, toată populația localității Mejîricicea era vorbitoare de ucraineană (100%).